# Patrick Jopp
Patrick Jopp, född 8 januari 1962, är en schweizisk bågskytt. Han deltog vid olympiska sommarspelen 1980.